# Los Lunas (Novo México)
Los Lunas é uma vila localizada no estado americano de Novo México, no Condado de Valencia. É a sede e maior cidade do Condado de Valencia.
O nome da cidade é em homenagem à família "Luna", que originalmente se estabeleceu na área, dando origem à cidade.

## Demografia
Segundo o censo americano de 2000, a sua população era de 10.034 habitantes.
Em 2006, foi estimada uma população de 11.803, um aumento de 1769 (17.6%).

## Geografia
De acordo com o United States Census Bureau tem uma área de 26,0 km², dos quais 26,0 km² cobertos por terra e 0,0 km² cobertos por água. Los Lunas localiza-se a aproximadamente 1487 m acima do nível do mar.

## Localidades na vizinhança
O diagrama seguinte representa as localidades num raio de 12 km ao redor de Los Lunas.